# Daniela Ulbing
Daniela Ulbing (Villach, 27 de febrero de 1998) es una deportista austríaca que compite en snowboard, especialista en las pruebas de eslalon paralelo.
Participó en dos Juegos Olímpicos de Invierno, en los años 2018 y 2022, obteniendo una medalla de plata en Pekín 2022, en la prueba de eslalon gigante paralelo.
Ganó dos medallas en el Campeonato Mundial de Snowboard, en los años 2017 y 2023.

## Medallero internacional
| Juegos Olímpicos   | Juegos Olímpicos       | Juegos Olímpicos | Juegos Olímpicos         |
| Año                | Lugar                  | Medalla          | Prueba                   |
| ------------------ | ---------------------- | ---------------- | ------------------------ |
| 2022               | Pekín (China)          | Medalla de plata | Eslalon gigante paralelo |
| Campeonato Mundial |                        |                  |                          |
| Año                | Lugar                  | Medalla          | Prueba                   |
| 2017               | Sierra Nevada (España) | Medalla de oro   | Eslalon paralelo         |
| 2023               | Bakuriani (Georgia)    | Medalla de plata | Eslalon gigante paralelo |